# Rasmus Berthelsen

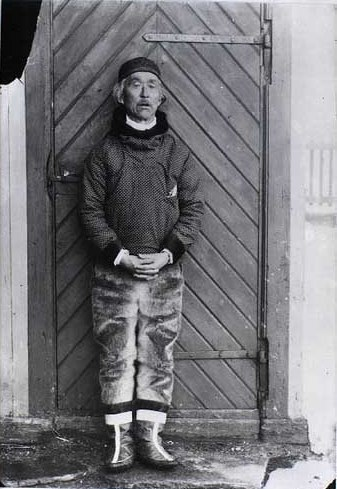
Rasmus Berthelsen

Rasmus Storm Josva Berthel „Kíkîk“ Berthelsen (* 10. Juli 1827 bei Sisimiut; † 4. Januar 1901 in Nuuk) war ein grönländischer Dichter, Katechet, Hochschullehrer, Buchdrucker, Redakteur, Übersetzer und Komponist.

## Leben

### Kindheit
Rasmus Berthelsen wurde im Fjord Amerloq an Bord eines Umiaqs geboren, als seine Eltern gerade auf Jagd waren. Sein Vater war der Rentier- und Robbenjäger Jens Christian Berthelsen (1799–1868) und seine Mutter war Esther Sophia Kleist (1798–1855). Er war ein Urenkel des dänischen Missionars Berthel Laersen (1722–1782). Als sein Vater den neugeborenen Jungen sah, erschrak er von dessen Hässlichkeit und rief „Kíkîk“, auf Deutsch „Pfui“, woraus Rasmus' Spitzname entstand, den er sein Leben lang beibehielt. Er wuchs in einer Jägerfamilie auf, wurde aber im Alter von 10 Jahren an seine Tante, Ehefrau des Missionars in Sisimiut, übergeben, wo er fortan aufwuchs. Dichter, Katechet, Hochschullehrer, Buchdrucker, Redakteur, Übersetzer und Komponist. Durch seinen Onkel wurde sein Interesse geweckt, sich näher mit dem Christentum zu beschäftigen.

### Ausbildung
Schließlich wurde er von Pastor Erik Adolf Wandall und nach dessen Berufung zum Missionar von dessen Nachfolger Carl Junius Optatus Steenberg unterrichtet und von Inspektor Carl Peter Holbøll nach Dänemark mitgenommen, wo der ihn weiter unterrichtete. Obwohl Rasmus' Vater wollte, dass sein Sohn wie er Rentierjäger wird, konnte ihn der Kolonialverwalter Jørgen Nielsen Møller überzeugen, dass Rasmus nach Dänemark darf, damit er seinem eigenen Wunsch gemäß Lehrer werden dürfe. Im Sommer 1843 fuhr er sechs Wochen lang auf der Titus nach Kopenhagen. In Amager wurde er folglich unterrichtet und sollte nach einiger Zeit auf das Lehrerseminar in Skårup in der Svendborg Kommune wechseln. Allerdings verbot zeitgleich der neue Direktor bei Den Kongelige Grønlandske Handel, der Justizrat Schwendsen, den Besuch dänischer Seminare für Grönländer. Also kehrte er 1847 widerwillig nach Grönland zurück, wo er in Nuuk in das Lehrerseminar Grønlands Seminarium eintrat, das gerade eröffnet wurde. 1849 war er nach etwa einem Jahr Ausbildung der erste Absolvent des Seminars, das er mit Bestnoten (fünfmal „ausgezeichnet“ und viermal „sehr gut“) abschloss. Zwei Jahre später wurde er am gleichen Seminar als Hilfslehrer angestellt. Bereits 1847 hatte ihm Rink eine Stelle als Assistent in Kangaamiut angeboten, aber Rasmus lehnte ab, weil der „Dummkopf“ – wie Rink ihn daraufhin nannte – weiter lieber Lehrer werden wollte.

### Ehen und Nachkommen

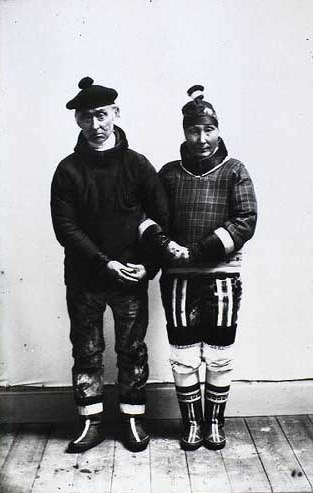
Rasmus Berthelsen mit seiner dritten Frau Sara

Rasmus Berthelsen war dreimal verheiratet. In erster Ehe heiratete er am 2. Juli 1848 in Qeqertarsuatsiaat Ane Sofie Berglund (1829–1878), Tochter des Arbeiters Jonas Sivert Berglund und dessen Frau Ane Sophia. Nach dem Tod seiner ersten Frau heiratete er am 10. August 1879 in Nuuk Esther Ane Karen Juliane Lynge (1845–1880), Tochter des Zimmermanns Marcus Nissen Myhlenphort Lynge und Sophie Abigael Kreutzmann, einer Schwester des Malers Jens Kreutzmann (1828–1899). Nachdem seine zweite Frau nach wenigen Monaten verstorben war, ehelichte er in dritter Ehe am 17. Oktober 1880 in Nuuk Sara Gjertrud Louise Poulsen (1842–?), Tochter des Jägers Josva Ludvig Poulsen und Elisabeth Ingeborg. Rasmus Berthelsen hatte zahlreiche Kinder.
Seine Tochter Ane Sophia Karen Berthelsen (1882–1951) war mit dem Missionar Gustav Olsen (1878–1950) verheiratet. Er war der Großvater der Landesräte Tobias Heilmann (1873–1940), Peter Dalager (1888–1960), Otto Egede (1889–?), Gerhard Egede (1892–1969), Niels Egede (1900–?) und Hendrik Olsen (1901–1967). Zu seinen Urenkeln gehören Christian Berthelsen (1916–2015), Hans Egede Berthelsen (1918–1999), Motzfeldt Hammeken (1922–2009), Erik Egede (1923–1967), Carl Egede (1924–1959), Lars Svendsen (1926–1975), Aage Hammeken (1934–1986) und Kristian Olsen (1942–2015).

### Wirken

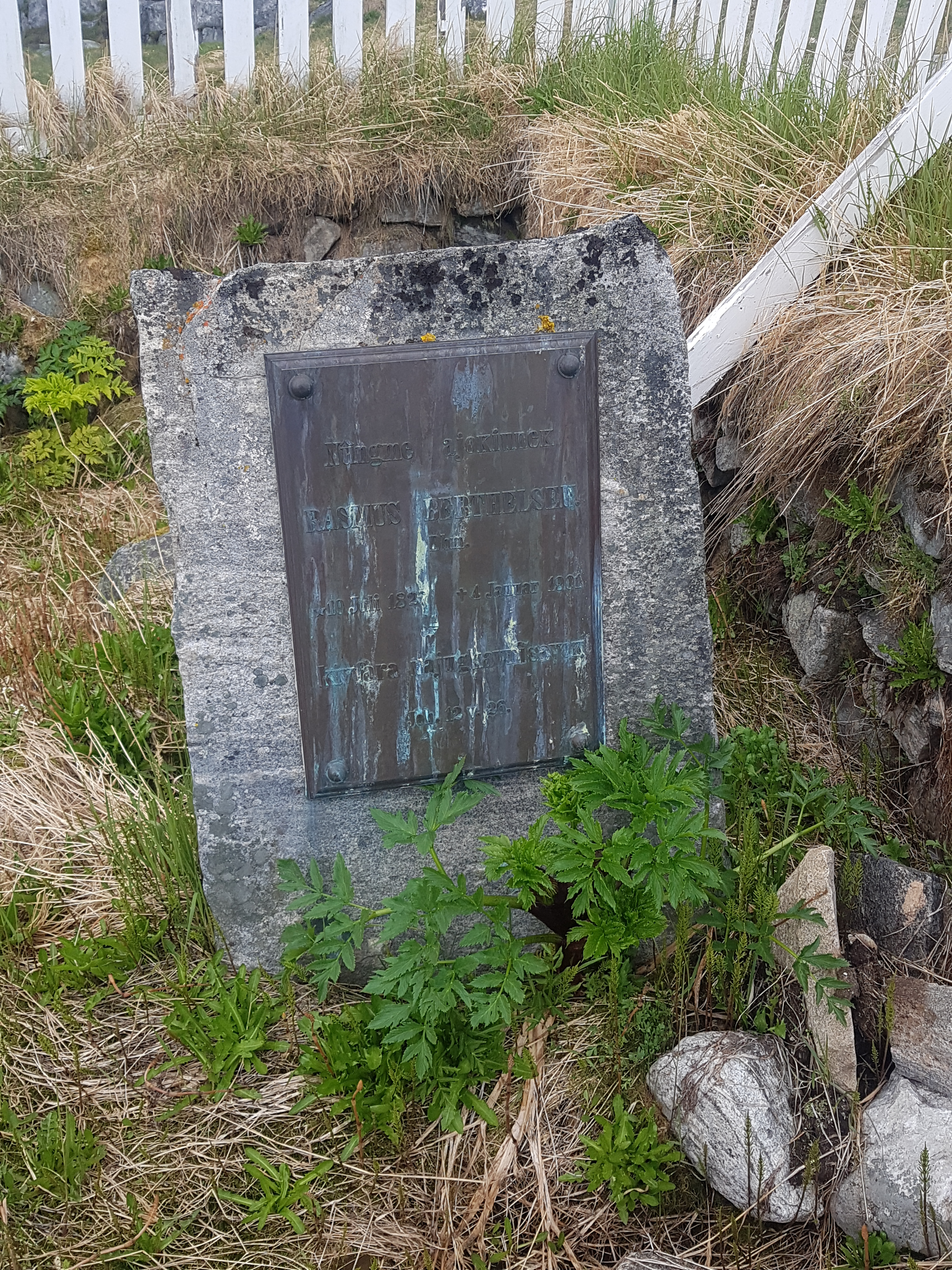
Rasmus Berthelsens Grab auf dem alten Friedhof in Nuuk (2022)

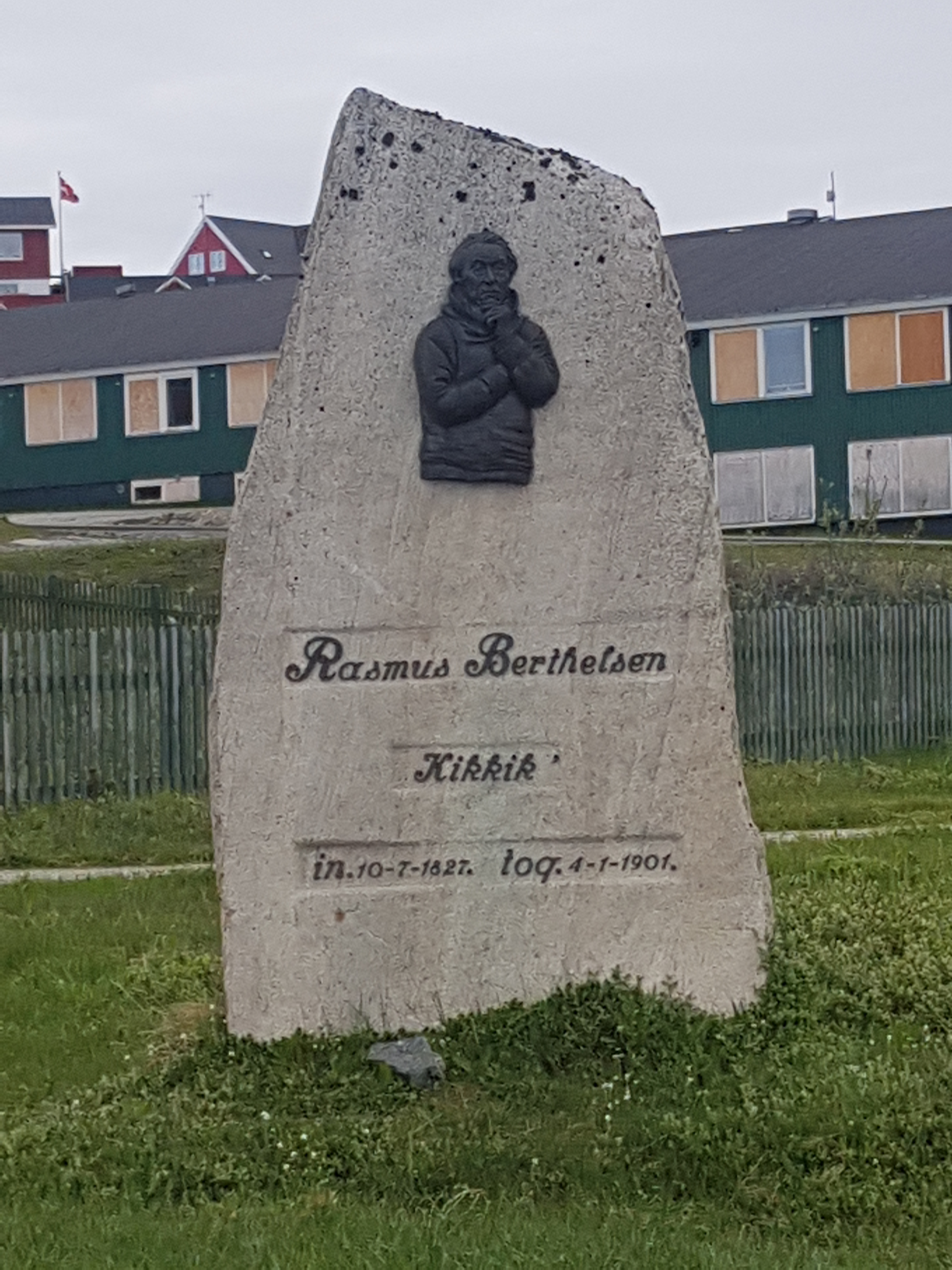
Denkmal für Rasmus Berthelsen vor dem Seminarium in Nuuk (2022)

Er blieb sein Leben lang als Lehrer am Seminar und nahm so großen Einfluss auf das Lehrerwesen Grönlands. Nebenbei war er Kolonieprädikant und Oberkatechet. Als 1857 von Hinrich Johannes Rink die Druckerei in Nuuk eröffnet wurde, begann Rasmus Berthelsen auch dort zu arbeiten. Er half u. a. bei der Übersetzung grönländischer Sagen. Er wurde 1861 erster Redakteur der Atuagagdliutit und als solcher 1873 von Lars Møller abgelöst.
Rasmus Berthelsen ist vor allem als Dichter bekannt, genauer als Grönlands größter Dichter seiner Zeit, der 1897 auch zum Ritter des Dannebrogordens ernannt wurde. Sein wichtigstes Werk ist das traditionelle Weihnachtslied Guuterput, dessen Melodie er auch komponierte.
Rasmus Berthelsen starb 1901 im Alter von 73 Jahren.